# Leptopsylla sicistae
Leptopsylla sicistae är en loppart som först beskrevs av Tiflov et Kolpakova 1937.  Leptopsylla sicistae ingår i släktet Leptopsylla och familjen smågnagarloppor. Inga underarter finns listade i Catalogue of Life.